# エル・アフウェイン地区
エル・アフウェイン地区 (El Afweyn District, ソマリ語: Degmada Ceelafweyn) はサナーグ地域にあるソマリランドの行政区画。中心都市はエル・アフウェイン。

## 主な町
- エル・アフウェイン - 中心都市
- Ruguda
- Gudmo Biyo Cas
- Fadhigaab[2]
- Darar weyne[3]（エリガボ地区とされることもある）
- Sincarro[4]

## 人口
- 2002年 38,080人[5]
- 2005年 65,797人[1]

## 最近の動向
2014年4月、長年閉鎖されていた病院業務がアメリカ人医師の協力を得て再開。ただし11月には住民とのトラブルで業務停止していると報じられている。
2018年2月、ソマリランド内務長官が氏族間の調停のためエル・アフウェイン地区を訪問。
2019年8月、氏族間の闘争のため、Ceelafwayn, Dararaweyne, Siigadheer,Dogobleにある4つの中学校と5つの小学校が閉鎖。